# Vasilka Stoevová
Vasilka Rafailovová Stoevová, provdaná Maluševová (bulharsky Василка Рафаилова Стоева, Vasilka Rafailova Stoeva; * 14. ledna 1940 Kotel), je bývalá bulharská atletka, která během své kariéry soutěžila hlavně v hodu diskem. Bulharsko reprezentovala na Letních olympijských hrách v Mnichově (1972), kde získala bronzovou medaili v hodu diskem.